# Leucania iodochra
Leucania iodochra là một loài bướm đêm trong họ Noctuidae.